# Stillahavsnordkapare
Stillahavsnordkapare (Eubalaena japonica) är en art i familjen rätvalar (Balaenidae). Djuret räknades tidigare som underart till arten nordkapare som förekommer i Atlanten men undersökningar av djurens DNA visade att de är skilda arter.

## Utseende
Stillahavsnordkaparen blir 14 till 18 meter lång och når en vikt av 70 till 100 ton. Huvudet upptar ungefär en tredjedel av kroppens längd. Som hos alla rätvalar saknas ryggfenan. Ungarna är vid födelsen 4 till 6 meter långa. Individerna har främst en svart hudfärg men några vita fläckar kan förekomma på undersidan. På nosens topp, nära blåshålen, nära ögonen, vid hakan och vid underläppen finns svullnader i huden och dessa svullnader är täckta av rankfotingar och vallöss. Därför ser svullnaderna vita, gula eller rosa ut. Stillahavsnordkapare har i över- och underkäken 200 till 270 barder. Det finns två blåshål och den upp till 5 meter höga fontänen är därför V-formig. Denna val har ett upp till 71 cm tjockt späckskikt. Jämförd med sydkapare har arten större och bredare bröstfenor.

## Ekologi
Arten livnär sig huvudsakligen av hoppkräftor och andra små kräftdjur. Den når vanligen en hastighet av 3,7 km/h och har en maximal hastighet av 9 km/h. Individerna vandrar mellan sommar- och vinterreviren. De iakttogs ensam och i små grupper. Fortplantningssättet antas vara lika som hos andra rätvalar.

## Utbredning och hot mot beståndet
Som namnet antyder lever arten i Stilla havet. I början av 1800-talet fanns arten i stora delar av norra Stilla havet från Japan till Nordamerika. Ungefär 1835 blev stillahavsnordkapare byte för valjägare som förut hade dödat de flesta nordkapare i Atlanten. Trots internationella skyddsåtgärder som inrättades 1935 blev arten fram till 1960 illegalt jagad av sovjetiska jägare. Djurets restbestånd finns idag i Ochotska havet och i Berings hav. Idag består hotet i fiskeredskap som är egentligen tänkt för andra djur och i havets föroreningar efter utvinnandet av naturgas och petroleum. Uppskattningar angående artens bestånd ligger mellan 25 och några hundra individer. Stillahavsnordkapare tillhör på så sätt de sällsyntaste valarna och det är oklart om beståndet kan återhämta sig efter den omfattande jakten.